# 白山古墳
白山古墳（はくさんこふん）、または加瀬白山古墳（かせはくさんこふん）は、神奈川県川崎市幸区南加瀬に存在した、川崎市内最大級の前方後円墳。加瀬台古墳群に含まれる。

## 概要
白山古墳は多摩川と鶴見川に挟まれた、「加瀬山」と呼ばれる標高約33mの台地の東端に造られた。全長87m、後円部径42m、同高10m、前方部幅37m、同高5mを測る。
1937年（昭和12年）、慶應義塾大学三田史学会によって、西に隣接する第六天古墳と共に発掘調査された。埴輪は出土していない。埋葬施設として、前方部に1基の粘土槨、後円部に1基の木炭槨と2基の粘土槨が見出された。築造時期は4世紀後半。
その後、開発による土砂採掘のために削平され墳丘は消滅、跡地は藪地になっている。夢見ヶ崎動物公園内に、石柱（杭）を並べて墳丘の規模（輪郭）を再現した場所がある。
白山古墳に続いて、約750m西側の矢上川対岸の台地に、白山古墳を凌ぐ規模と推定されている観音松古墳（推定全長100メートル）が造られる。観音松古墳も白山古墳と同じく、開発のために削平されて現存しない。

## 副葬品
後円部の木炭槨から、三角縁神獣鏡1、小形内行花文鏡1、刀身3、剣身6、鎌身1、鉄鏃28、刀子1、鉄斧頭5、前方部の粘土槨から、櫛歯文鏡1、管玉1、小玉4、前方部北の粘土槨から、珠文鏡1、乳文鏡1、勾玉1、管玉6、小玉67、前方部南の粘土槨から、管玉2、丸玉1、小玉10が出土するなど、副葬品は豊富であった。木炭槨から出土した三角縁神獣鏡は、椿井大塚山古墳で出土したものと同笵鏡であり、白山古墳の被葬者と畿内との結びつきが想定される。

## 秋草文壺

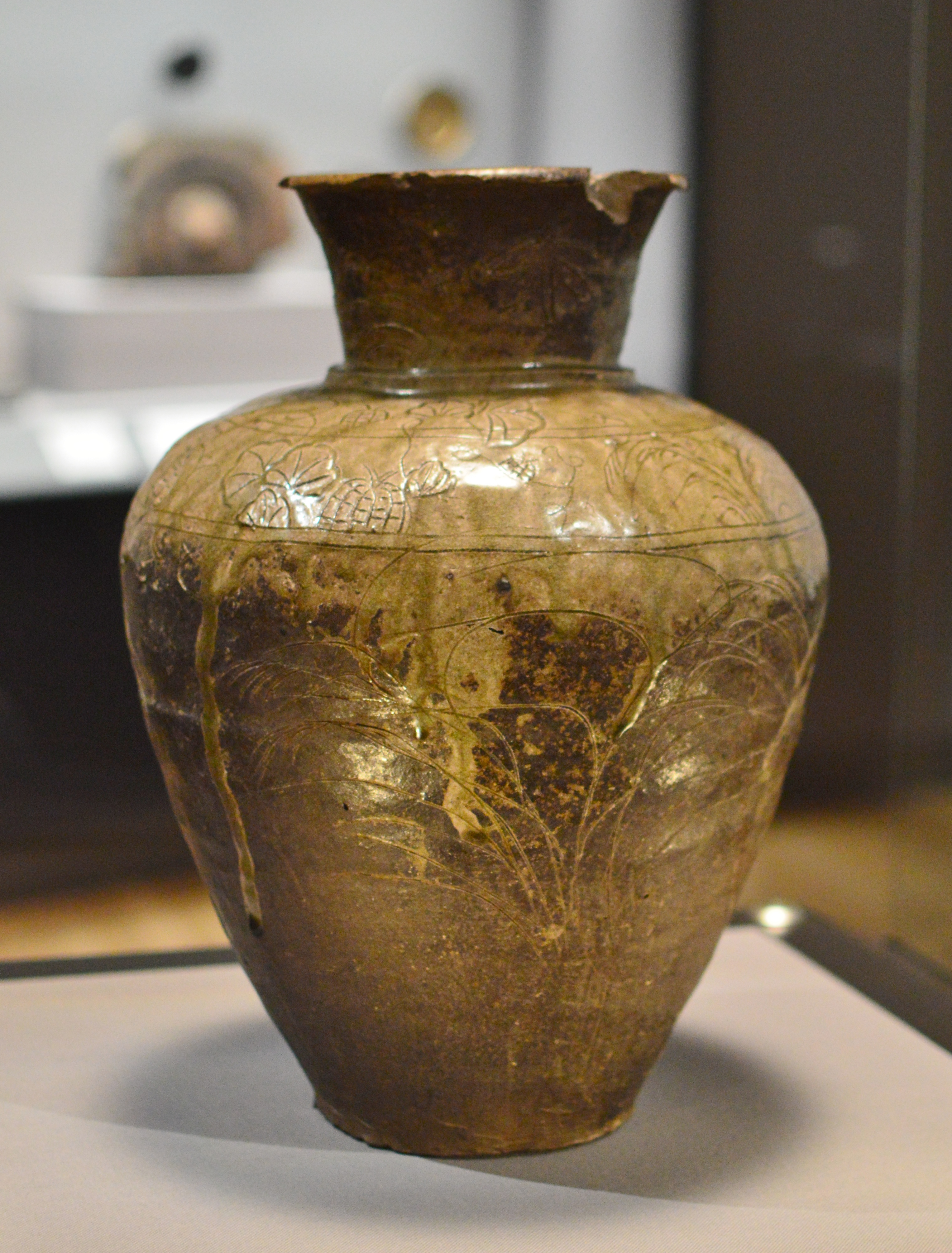
秋草文壺（国宝）、慶應義塾大学所蔵、東京国立博物館にて展示。

1942年（昭和17年）4月、加瀬山南端の道路拡張工事に際して、白山古墳の後円部下方から、粘土の土台に河原石を敷き詰めた上に火葬人骨の詰まった骨壺が置かれた遺構が発見された。骨壺は愛知県渥美窯産で平安時代末期（12世紀後半）の作と推定される。高さ42cm、口径16cm、胴部径29cm、底部径14cmで、器形は胴の上部が最も膨んで底へ向かってすぼまり、やや外反した口を備えた優雅な様態を示す。壺表面にはススキ・ウリ・柳など秋草やトンボの文様が大胆かつ情景豊かに釘彫で表され、黄緑がかった自然釉が肩から胴の上部へ流れることで、より壺の美しさが引き立っている。当時、日本陶磁がそれまでの中国陶磁の強い影響から脱して新たな展開を見せたことを象徴する作品とされ、「秋草文壺」（あきくさもんつぼ）の名で、1949年（昭和24年）2月18日には国宝保存法に基づく国宝（旧国宝、現在の重要文化財）に、次いで1953年（昭和28年）3月31日には文化財保護法に基づく国宝（新国宝）に指定された。なお、壺に収められていた骨は取り出され、改めて供養埋葬された。発掘調査した関係から慶應義塾大学が壺を所蔵しているが、東京国立博物館に寄託の上、展示公開されている。